# Chimonocalamus gallatlyi
Chimonocalamus gallatlyi är en gräsart som först beskrevs av James Sykes Gamble, och fick sitt nu gällande namn av Chi Ju Hsueh och Tong Pei Yi. Chimonocalamus gallatlyi ingår i släktet Chimonocalamus och familjen gräs. Inga underarter finns listade i Catalogue of Life.